# Paedophryne amauensis
Espèce
Paedophryne amauensis est une espèce d'amphibiens de la famille des Microhylidae. Décrite en janvier 2012, c'est le plus petit vertébré connu à cette date.

## Découverte
Cette espèce de grenouilles est découverte en août 2009 par l’herpétologiste Christopher Austin et son doctorant Eric Rittmeyer durant une expédition pour explorer la biodiversité de la Papouasie-Nouvelle-Guinée. La nouvelle espèce est trouvée près du village Amau dans la Province centrale. La découverte est publiée en libre accès dans la revue scientifique PLoS ONE en janvier 2012.

## Répartition

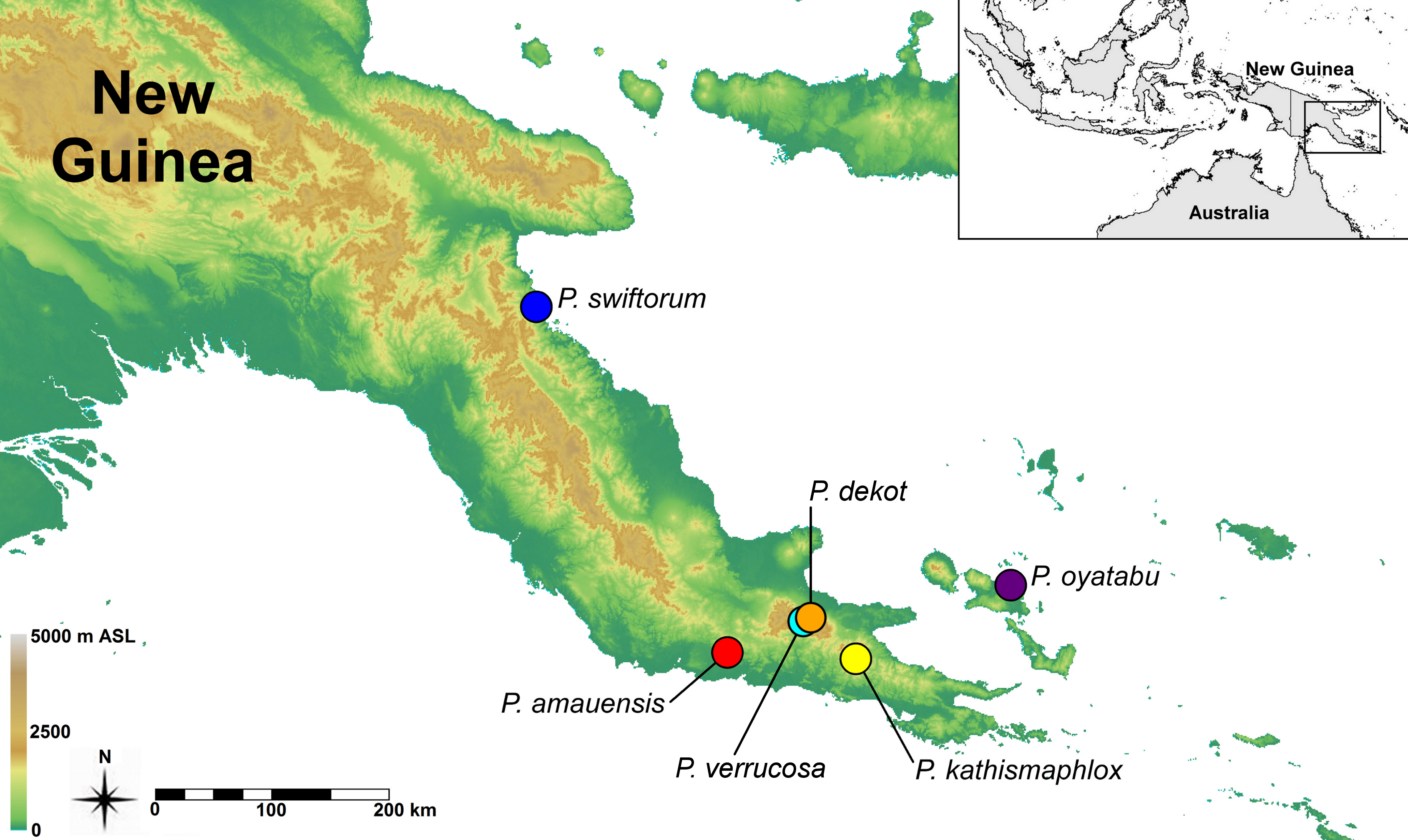
Point rouge : Site de découverte de Paedophryne amauensis

Cette espèce est endémique de Province centrale en Papouasie-Nouvelle-Guinée. Elle a été découverte à 177 m d'altitude à Amau.

## Description

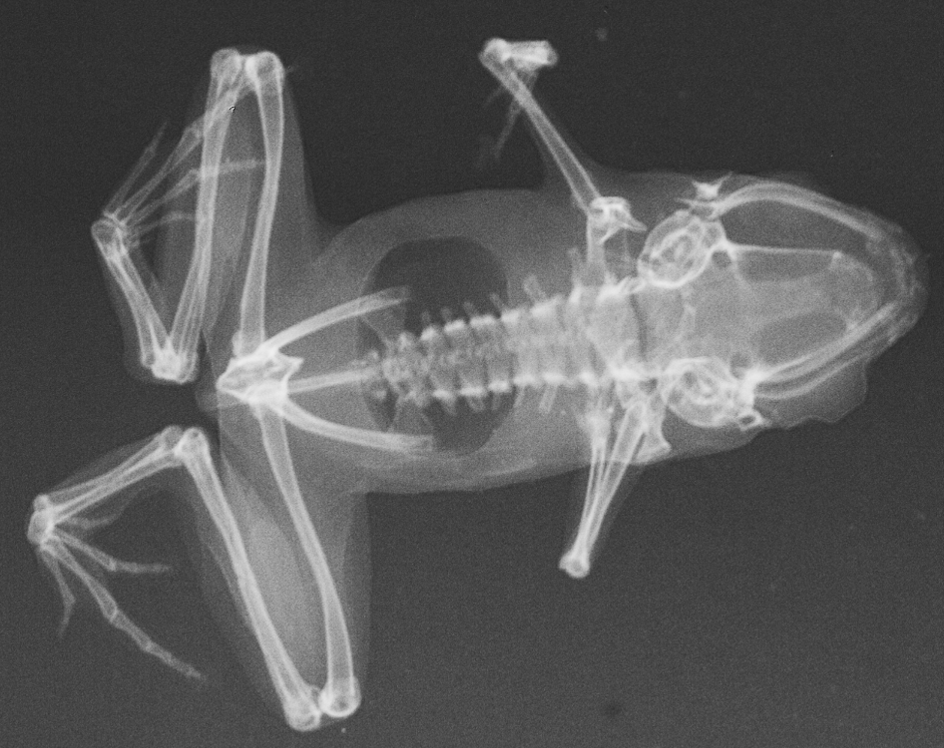
Squelette de Paedophryne amauensis

Paedophryne amauensis mesure entre 7,0 et 8,0 mm pour les mâles. Elle prend donc la place du plus petit vertébré connu à sa découverte en 2012, titre alors détenu par Paedocypris progenetica, un poisson endémique d'Indonésie.
La grenouille vit sur la terre ferme et son cycle de vie ne comprend pas de stade du têtard. Les membres de cette espèce éclosent adultes entièrement développés. Ils sont capables de sauter sur une longueur équivalente à trente fois la longueur de leur corps. La grenouille est crépusculaire et se nourrit de petits invertébrés. Les mâles émettent des cris stridents semblables à ceux d'insectes à la fréquence de 8400–9400 Hz.

## Étymologie
Son nom d'espèce, composé de amau et du suffixe latin -ensis, « qui vit dans, qui habite », lui a été donné en référence au lieu de sa découverte, le village d'Amau.

## Publication originale
- (en) Rittmeyer, Allison, Gründler, Thompson & Austin, « Ecological Guild Evolution and the Discovery of the World’s Smallest Vertebrate », PLoS ONE, vol. 7, no 1,‎ 2012, p. 1-11 (DOI 10.1371/journal.pone.0029797, lire en ligne)